# Øygarden Fotballklubb
L'Øygarden Fotballklubb, meglio noto come Øygarden, è stata una società calcistica norvegese con sede nella città di Øygarden. La società era nata come cooperazione tra diverse squadre della zona di Øygarden: Nordre Fjell, Sund, Skogsvåg, Telavåg, Skjergard e Nest-Sotra. Nel 2019, queste compagini hanno scelto di fondarne una nuova, d'élite. Il 26 settembre 2019, il Nest-Sotra ha richiesto alla federazione norvegese di concedere la propria licenza all'Øygarden. Il 31 ottobre, la federazione ha dato il suo assenso. A maggio 2022, la società ha dichiarato bancarotta.

## Storia
Il 26 settembre 2019, il Nest-Sotra ha annunciato la decisione della dirigenza – da sottoporre alla federazione norvegese – di concedere la propria licenza sportiva al club che stavano costituendo, l'Øygarden, a partire dalla stagione 2020. Perché potesse essere accettata, la proposta doveva essere presentata prima del 1º ottobre 2019. Le difficoltà economiche del Nest-Sotra hanno pesato sulla scelta di costituire un nuovo club.
La federazione norvegese ha espresso il proprio parere favorevole il 31 ottobre 2019. Il club è stato ufficialmente fondato quindi il 1º gennaio 2020. Bryant Lazaro è stato scelto come primo allenatore della storia dell'Øygarden.
Al termine del campionato 2020, la squadra è retrocessa in 2. divisjon.
A maggio 2022, l'Øygarden ha dichiarato bancarotta. Il 2 giugno successivo, la squadra è stata ufficialmente esclusa dal campionato di 2. divisjon.

## Organico

### Rosa 2020
Rosa aggiornata al 14 luglio 2020.
| N. |                     | Ruolo | Calciatore               |
| -- | ------------------- | ----- | ------------------------ |
| 1  | Norvegia (bandiera) | P     | Borger Thomas            |
| 2  | Norvegia (bandiera) | D     | Erlend Hellevik Larsen   |
| 3  | Norvegia (bandiera) | A     | Fredrik Flo              |
| 4  | Nigeria (bandiera)  | C     | Anthony Ikedi            |
| 5  | Norvegia (bandiera) | D     | Bjarte Haugsdal          |
| 6  | Norvegia (bandiera) | C     | Andreas Fantoft          |
| 7  | Norvegia (bandiera) | C     | Peter Sørensen Nergaard  |
| 8  | Norvegia (bandiera) | D     | Sander Marthinussen      |
| 9  | Norvegia (bandiera) | C     | Jan Martin Hoel Andersen |
| 10 | Norvegia (bandiera) | C     | Mathias Dahl Abelsen     |
| 11 | Scozia (bandiera)   | A     | Kyle Spence              |
| 12 | Nigeria (bandiera)  | C     | Charles Ezeh             |

| N. |                        | Ruolo | Calciatore            |
| -- | ---------------------- | ----- | --------------------- |
| 14 | Norvegia (bandiera)    | D     | Thor Kristian Økland  |
| 15 | Stati Uniti (bandiera) | D     | Stefan Antonijević    |
| 16 | Norvegia (bandiera)    | A     | Eirik Moldenes        |
| 17 | Nigeria (bandiera)     | A     | Peter Godly Michael   |
| 19 | Norvegia (bandiera)    | A     | Aune Heggebø          |
| 20 | Nigeria (bandiera)     | D     | Maduka Udeh           |
| 22 | Norvegia (bandiera)    | D     | Fabian Filip Rimestad |
| 23 | Norvegia (bandiera)    | A     | Even Vetås            |
| 27 | Norvegia (bandiera)    | D     | Andreas van der Spa   |
| 30 | Norvegia (bandiera)    | P     | Marius Berntzen       |
| 68 | Svezia (bandiera)      | D     | Elmin Nurkic          |